# Anstalten Österåker
Anstalten Österåker är en sluten anstalt för män, belägen drygt fyra km norr om Åkersberga centrum, strax bortom Österåkers kyrka, och ca 30 km norr om Stockholm. 

## Historik
Österåker var tidigare en sluten riksanstalt och fick i nuvarande klassificeringssystem säkerhetsklass 2 av typen 2+ det vill säga en "hög tvåa". Den öppnades 1969, ett par år efter Anstalten Kumla, varför Österåker är något mindre än systeranstalten. Justitieminister Lennart Geijer hann under mellantiden göra en omorientering av svensk kriminalvård. På anstaltsområdet fanns även Häktet Österåker, med 80 platser. Detta revs 2019. Den 9 september 2022 togs det första spadtaget till en utbyggnad av anstalten från 80 till 240 platser. Utbyggnaden består av fyra byggnader med 48 platser var, en byggnad med 32 platser samt en byggnad med 16 platser för intagna. Förutom sex nya byggnader för de intagnas celler, byggs även fyra byggnader för de intagnas dagliga sysselsättning. De tio byggnaderna som uppförs är typhus som är optimerade för anstalter.

## Anstaltsplatser för barn och ungdomar
I september 2023 fick Kriminalvården i uppdrag av regeringen att förbereda inrättandet av särskilda enheter för unga i åldern 15–17 år. I januari 2025 fattade Kriminalvården ett inriktningsbeslut om vilka anstalter skulle kunna bli aktuella för framtida barn- och ungdomsavdelningar, där anstalten Österåker nämndes som en av åtta planerade platser.

## Ledning
Ann-Britt Grünewald, som var anstaltens chef 1978–1997, införde i samråd med dåvarande generaldirektören för kriminalvårdsstyrelsen Bo Martinsson ett särskilt program för narkomaner som syftade till drogfrihet och arbetsträning, först kallat Österåkersprojektet, sedan bara Projektet. Sedan kriminalvården har gått över till en myndighet med olika regionkontor i landet så administreras anstalten av en kriminalvårdschef (KVC) som sedan 2014 är Fredrik Thunberg.
Det så kallade "programmet" är numera nedlagt och ersatts av olika kbt-inriktade program med mer fokus på kriminalitet, än på missbruk.

## Övrigt
Musikern Johnny Cash uppträdde på Österåkersanstalten den 3 oktober 1972. Konserten möjliggjordes genom advokaten Olof Arvidsons kontakter med Cash. Sveriges Radio spelade in konserten som gavs ut som albumet På Österåker av CBS 1974. Anstalten har under många år bedrivit teater, musik och annan konstnärlig verksamhet.